# Tennistoernooi van Rome

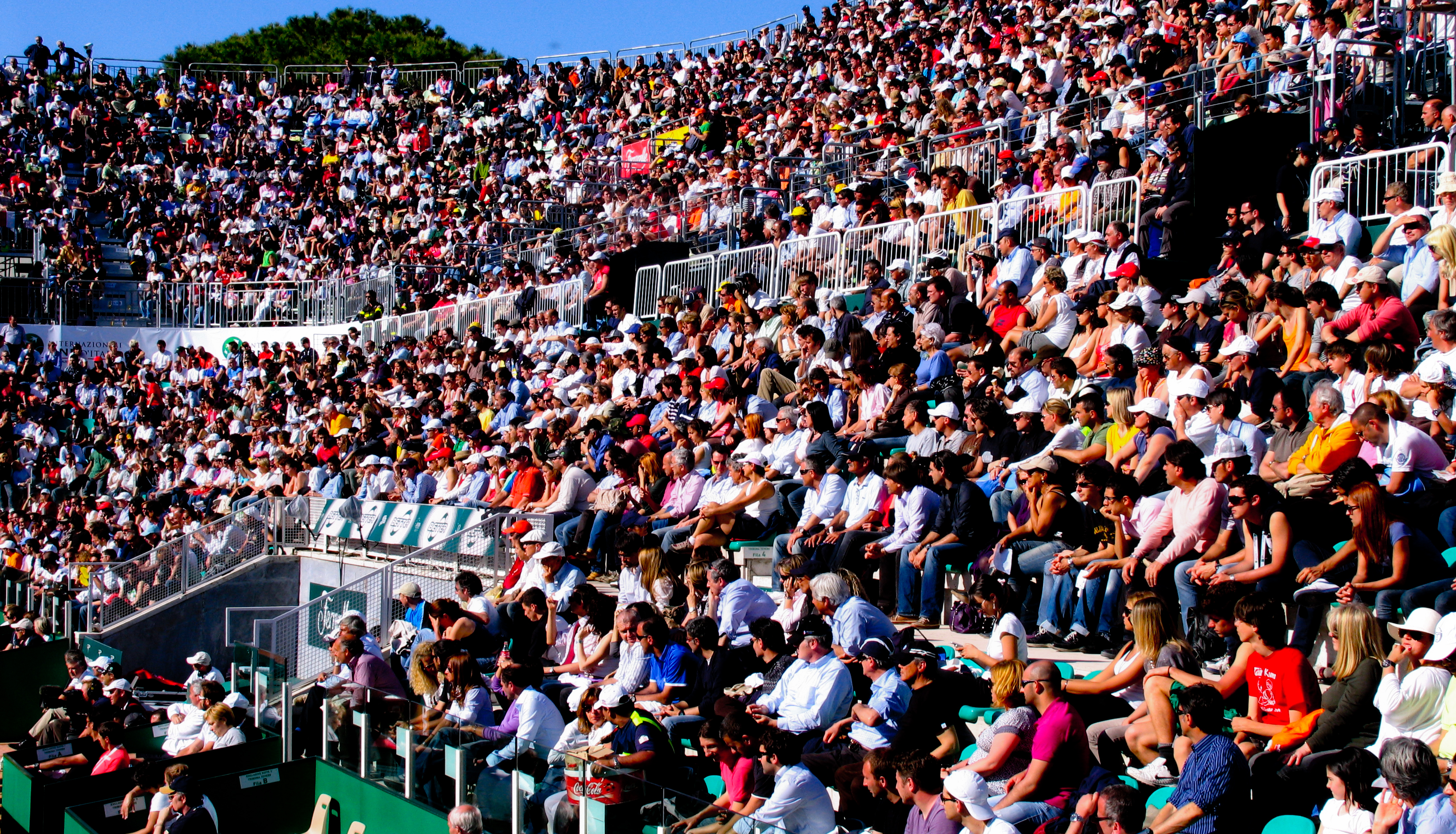
Zijtribune van het hoofdstadion van het Foro Italico (2011)

Het tennistoernooi van Rome is een jaarlijks terugkerend toernooi dat wordt gespeeld op de gravel-banen van het Foro Italico in de Italiaanse hoofdstad Rome. De officiële naam van het toernooi is Internazionali BNL d'Italia.
Het toernooi bestaat uit twee delen:
- WTA-toernooi van Rome, het toernooi voor de vrouwen
- ATP-toernooi van Rome, het toernooi voor de mannen

ATP-toernooi van Rome – WTA-toernooi van Rome

1990 · 1991 · 1992 · 1993 · 1994 · 1995 · 1996 · 1997 · 1998 · 1999 · 2000 · 2001 · 2002 · 2003 · 2004 · 2005 · 2006 · 2007 · 2008 · 2009 · 2010 · 2011 · 2012 · 2013 · 2014 · 2015 · 2016 · 2017 · 2018 · 2019 · 2020 · 2021 · 2022 · 2023 · 2024